# Emine Ayna
Emine Ayna, née le 1er juillet 1968 à Dicle (Turquie), est une femme politique turque,. Membre du Parti de la société démocratique (DTP), elle rejoint le Parti de la paix et de la démocratie (BDP) après l'interdiction du DTP par la Cour constitutionnelle en 2009. Elle est députée à la Grande Assemblée nationale de 2007 à 2011.

## Biographie
Elle est la fille de Günay et Osman Ayna. Son oncle, Ömer Ayna, est l'une des dix victimes de l'opération Kızıldere (30 mars 1972).
Elle est diplômée du secondaire et fondatrice de la Rainbow Women's Association. En 2007, elle est candidate indépendante au sein de l'Alliance des Mille Espoirs pour les élections législatives turques. Obtenant 15,57 % des voix à Mardin, elle est élue députée.
Le 20 juillet 2008, elle est élue à la direction du Parti de la société démocratique (DTP), partageant ce poste avec Ahmet Türk (en). Elle devient également présidente du groupe parlementaire DTP après la démission d'Ahmet Türk. Elle est considérée comme partisane d'une ligne dure dans les revendications des droits culturels et politiques des Kurdes.
En juin 2011, elle est condamnée à 10 mois d'emprisonnement pour propagande terroriste, le jugement faisant référence à un discours qu'elle avait prononcé lors d'une célébration du Norouz à Siirt en 2007. Elle portait alors des vêtements arborant les symboles d'une organisation illégale et des affiches figurant les dirigeants d'une organisation illégale avaient été montrées.
Elle est la présidente du Parti démocratique des régions, fondé en 2014.